# Ateuchus illaesum
Ateuchus illaesum är en skalbaggsart som beskrevs av Edgar von Harold 1868. Ateuchus illaesum ingår i släktet Ateuchus och familjen bladhorningar. Inga underarter finns listade.